# Motodix
Motodix (umgangssprachlich auch als Bärendreck, Bärenscheiße u. ä. bezeichnet) ist der Handelsname einer Dichtungsmasse aus der DDR, die vornehmlich für Kraftfahrzeugteile bzw. Verbrennungsmotoren verwendet wurde. Die umgangssprachlichen Bezeichnungen waren vom Aussehen und den mechanischen Eigenschaften des Materials inspiriert. Die Masse wurde als „Motor-Schnelldichtungsmasse“ in weithalsigen Flaschen vertrieben. Motodix härtet an der Luft aus. Der Beschaffenheit des ausgehärteten Materials nach handelte es sich offenbar um ein Gemisch aus Harzen und organischen Lösungsmitteln.